# Solaure-en-Diois
Solaure-en-Diois es una comuna nueva francesa situada en el departamento de Drôme, de la región de Auvernia-Ródano-Alpes.

## Historia
Fue creada el 1 de enero de 2016, en aplicación de una resolución del prefecto de Drôme de 18 de diciembre de 2015 con la unión de las comunas de Aix-en-Diois y Molières-Glandaz, pasando a estar el ayuntamiento en la antigua comuna de Aix-en-Diois.

## Demografía
| Gráfica de evolución demográfica de Solaure-en-Diois entre 1800 y 2013 |
|                                                                        |

Los datos entre 1800 y 2013 son el resultado de sumar los parciales de las dos comunas que forman la nueva comuna de Solaure-en-Diois, cuyos datos se han cogido de 1800 a 1999, para las comunas de Aix-en-Diois y Molières-Glandaz de la página francesa EHESS/Cassini. Los demás datos se han cogido de la página del INSEE.

## Composición
| Comuna delegada  | Código INSEE | Población (2013) | Superficie (km²) | Densidad (hab./km²) |
| ---------------- | ------------ | ---------------- | ---------------- | ------------------- |
| Aix-en-Diois     | 26001        | 358              | 16.49            | 22                  |
| Molières-Glandaz | 26187        | 105              | 2.87             | 37                  |